# Velswijk
Velswijk est un village appartenant à la commune néerlandaise de Bronckhorst. Le village compte environ 850 habitants.